# 郡修彦
郡 修彦（こおり はるひこ、1962年（昭和37年）7月 - ）は、日本の音楽史研究家、SPレコード（SP盤、78s）の復刻技術者。復刻だけでなく、徹底した文献調査を行い、詳細な解説書の執筆も常としている。専門分野はクラシックレコードと日本の流行歌・軍歌・愛国歌。郡音楽事務所代表。妻は日本モダンガール協會代表として知られる淺井カヨ。

## 人物
メンゲルベルクの有名な、チャイコフスキーの「悲愴」の復刻音源が、長年にわたって1937年版と1941年版のミックスであったことを、世界で最初に発見・指摘し、「レコード芸術」誌に発表したところ、誌上にて編集部に絶賛され話題となった。また、山田耕筰の作品および演奏録音を集成したCD14枚組の大作も、世界の音楽史における最大の功績の1つとしてあげられる。
1990年ごろから、ＳＰレコード誌に藤原義江唯一の私家盤『景雲荘の歌』をめぐってなど複数の記事及び作品紹介が掲載される。古賀政男、山田耕筰などの人物から、一曲一曲、レコードの時代背景まで幅広いジャンルを扱っている。また、2000年代に「昭和館だより」を連載（現在は終了）。
SPレコードの発売時期により、戦前のラジオ体操には一つの型に複数の伴奏音楽が存在した事実を、1998年5月22日にキングレコードから発売された「NHKラジオ体操第1/第2」（KICG-180）の解説にて明らかにした。これは、従来のラジオ体操の文献には登場しない新事実であった。また、このCDでは終戦直後に制定された二代目のラジオ体操3作を復刻し、本放送以降初めて耳にできる貴重な機会を供した。
古賀政男の楽曲の復刻にも力を入れ、1998年7月に日本コロムビアから発売された16枚組では、従来から劣悪な音質で不評であったテイチク時代の代表作品を、すべて復刻し直した。さらに2004年には、1977年にテイチクからLP8枚で発売された作品集の全曲に、追加楽曲を加えた6枚組のCDの復刻を担当。使用音源の詳細なデータは、古賀政男の足跡を知るうえで重要とされている。
キングレコードが1998年から不定期発売している「…のすべて」シリーズでは、SPレコード音源の復刻と録音データの調査を担当。新復刻音源はもとより既復刻音源の見直しにも力を入れ、2008年3月発売の「さくらさくらのすべて」では、三浦環・宮城道雄・貴志康一の諸作品を再復刻している。
2001年11月26日発売の「音楽家人名事典－新訂第3版」（日外アソシエーツ株式会社）の「音楽教育・研究・評論」の項目に掲載あり。
2005年6月には同志と共に「復刻盤 海行かば集」（UYCD-1001）を自主制作した。これはSP盤に録音された様々な同曲を集大成したもので、客観的な曲目解説・復刻・意匠を担当している。
2008年11月に発売された6枚組CD「SP音源復刻盤 信時潔作品集成」（VZCC-85 - 90）は、SP盤時代の信時潔の作品を集大成しており、第63回文化庁芸術祭レコード部門の大賞を受賞した。
- メンゲルベルク・チャイコフスキー作品集（WPCS-4327/30、ワーナー）
1937年12月録音の「悲愴」を、初めて混じり気のない純正な復刻録音として上梓した、画期的なセット。また、日本国内では極端に入手が難しいといわれる1941年の「悲愴」を、最上の状態のSPレコードから極上の音質で復刻し、『ラジオ深夜便』（NHKラジオ）での放送を通じて大反響となった。
このほか、チェコ・ウルトラフォンのSPレコードから「ピアノ協奏曲第1番」を初めて復刻し、ドイツ・テレフンケン盤からの復刻と併録した。その結果、両者は同一演奏の録音ながら、異なるマイクで同時に収録されたものであることが世界で初めて判明した。また、弦楽セレナーデを、金属原盤からの復刻テープによるものと、SPレコードからの採録とを併録している。
ワーナーの当初の予想を大幅に超える売り上げから、この手のCDとしては珍しく、再発を繰り返したことでも知られる。
- 山田耕筰の遺産（COR-13171 - 13184、日本コロムビア）
山田耕筰の作品の自作自演や、山田耕筰によるクラシック音楽作品の指揮、さらには山田耕筰本人による音楽指導のレコードなど、山田耕筰の全貌を知る上で必要不可欠な内容を収めたSPレコードを、一挙に復刻したものである。
- 親子で読んで楽しむ日本の童謡（ベストセラーズ）※書籍にCDが付録
日本の有名な童謡についての書籍。付録として、各曲の作曲・発売当時のレコードから収録したCDがついている。特徴は、オリジナルの収録を行ったことと、唱歌、童謡、抒情歌の３つを明確に分類して童謡のみを取り上げたことで、この種の本としては珍しい。発売時のキャッチコピーは「美しい日本の童謡50選。あなたは何曲歌えますか?日本の情緒を子どもたちに伝えたい。」
- 戦前日本の名行進曲集：海軍軍楽隊篇・陸軍軍楽隊篇・秘蔵名盤篇（キングレコード）
「軍艦行進曲」や「敷島艦行進」に始まり、およそ日本の有名な戦前の行進曲が網羅されている。「軍艦行進曲」に独逸ポリドール軍楽隊（指揮：ヨゼフ・スナガ）や、ベルリン・フィルハーモニー管弦楽団（指揮：アロイス・メリハル）による録音を収録。
- SPレコードレーベルに見る日蓄‐日本コロムビアの歴史（大西秀紀編　京都市立芸術大学　日本伝統音楽研究センター）に資料提供（2011年3月31日）
- 国立国会図書館歴史的音源サイトに「政治・戦争とレコード」が掲載される。（2013年7月19日より）

## 著書

### 単著
- 『親子で読んで楽しむ日本の童謡』ベストセラーズ、2004年3月。ISBN 9784584159781。

### 企画
- 『SP音源復刻盤　信時潔作品集成』 全6巻、日本伝統文化振興財団、2008年11月。

### 監修
- 『復刻版！ キング軍歌戦時歌謡全集』 全5巻、キングレコード、2015年4月。

## 論文
- 「日本のSPレコード史」『音楽研究』第22巻、大阪音楽大学、2007年3月、106-111頁、NDLJP:10313736。
- 「蓄音器の音はすごいです！ 個性際立つSP盤時代の音」『望星』第49巻第12号、東海教育研究所、2018年12月、16-21頁、NAID 40021739296。

## テレビ・ラジオ出演
- YOU（NHK教育テレビ、1984年 - 1985年）5回出演
- ラジオ深夜便（NHKラジオ）
- 私の名盤コレクション（NHK-FM、2006年12月19日 - 22日）
- 探訪 SP盤の世界（日本文化チャンネル桜、現在休止中）
- NHK総合テレビ「ゆうどきネットワーク」に取材映像放送（2011年3月2日）

## 講演活動
- SP盤で聴く名歌手たち（NHK放送博物館、月1回、2010年3月にて終了）
- 鑑賞会「ほのぼのSP講座」（東京・LiveCafe Again、月1回）
- 大韓民国東国大学校での韓国音盤アーカイブ研究団主催の2011国際学術大会「東アジア古音盤研究の現状と課題」にて「日本における蓄音器研究の現状」を発表し、質疑応答に応じる。（2011年1月28日）
- 「ワーグナー/偉大なる生涯」ディレクターズ・カット版第一部特別上映会のトークショウに登壇。（2013年7月6日）